# Margarita Bourgeoys
Marguerite Bourgeoys Garnier (Troyes, 17 de abril de 1620-Ville-Marie,12 de enero de 1700) fue una educadora, enfermera, colona y religiosa católica francesa.
Bourgeoys, adoptó el nombre religioso de Madre Margarita del Santísimo Sacramento, y fundadora de la congregación religiosa canadiense de Nuestra Señora de Montreal (la primera comunidad no enclaustrada de la colonia francesa).
Bourgeoys también fue la primera maestra de la historia de la actual ciudad de Montreal, en Canadá, ya que era cercana al fundador de la ciudad, Paul Chomedey de Maisonneuve, con quien se asoció para la evangelización y el crecimiento de la joven colonia en América.
Fue beatificada en 1950 y canonizada en 1982, siendo venerada como santa en la Iglesia católica y por la Iglesia anglicana del Canadá, honrándose su memoria el 12 de enero, de acuerdo con el martirologio romano.

## Hagiografía

### Primeros años
Margarita nació en Troyes, Aube, Reino Francés, el 17 de abril de 1620, en el seno de una familia católica de clase alta; era la sexta de los doce hijos de Abraham Bourgeoys y Guillemette Garnier, profundos católicos miembros de la burguesía local, y fue bautizada el día de su nacimiento en la Iglesia de San Juan.
De acuerdo con los cronistas, Bourgeoys nació durante la Guerra de los Treinta Años, en la época de los poderosos ministros y cardenales franceses Richelieu y Colbert.

### Conversión

Avocación mariana del Rosarioː Una de las imágenes de la advocación inspiró a la madre Margarita para tomar la vida religiosa. Retrato en el Museo de Bellas Artes de Sevilla.

Luego de un vida tranquila, Margarita sufrió la muerte de su madre, cuando ella tenía 19 años. A los 20, el 7 de octubre de 1640, Bourgeoys tuvo una experiencia que la marcó para siempre y supuso el inicio de su labor pastoral en favor del catolicismoː en el transcurso de una procesión en honor a la advocación de la Virgen del Rosario, afirmó ella, sintió que la imagen de la virgen, que pasaba por la Abadía de Notre-Dame-aux-Nonnains (que sería privatizada y parcialmente destruida durante la Revolución Francesa) la miraba con firmeza, y fue así que decidió tomar los hábitos religiosos. La propia Margarita afirmó en sus memorias ː 

"Volvimos, escribe, frente al portal [de la abadía] de Notre Dame donde hay encima de la puerta una imagen de piedra [de la Virgen] y echando la vista para mirarla me pareció muy bonita y en al mismo tiempo me encontré tan tocada y tan cambiada que ya no me conocía y al volver a casa se me apareció a todos y como tirada por tirada de bienvenida con las otras chicas."
Margarita Bougeoys

La joven intentó ingresar sin éxito a varias congregaciones religiosas femeninas, incluyendo a las carmelitas, pero se desconocen los motivos de sus múltiples rechazos.

### Amistad con los hermanos Chomedey y viaje a América
Se unió finalmente a la comunidad externa de la Congregación de Notre-Dame de Troyes. Esta comunidad de enseñantes enclaustradas recibía a mujeres jóvenes para su educación. Fue recibida por la hermana del explorador y noble Paul Chomedey de Maisonneuve, Louise de Chomedey, quien era la superiora de la comunidad. Maisonneuve fue el fundador de la ciudad de Ville-Marie (actual Montreal), en la colonia francesa de Nueva Francia, habiendo adquirido cierto prestigio en su natal Francia.
Margarita, por su parte, creó una comunidad externa en 1640, llegando a ser rápidamente la prefecta, que durara así por 13 años. Luego conoció a Chomedey de Maisonneuve en persona, quien ya era gobernador de Montreal. Maisonneuve estaba de regreso en Francia en busca de personas para fortalecer su colonia en el Nuevo Mundo. Maissonneuve invitó a Margarita a acompañarlo a Canadá para enseñar en la ciudad de Ville-Marie, por recomendación de su hermana, quien había sido superiora de Margarita. La religiosa también afirmó que la misma virgen María le ordenó viajar con el explorador.

### Misión en Nueva Francia

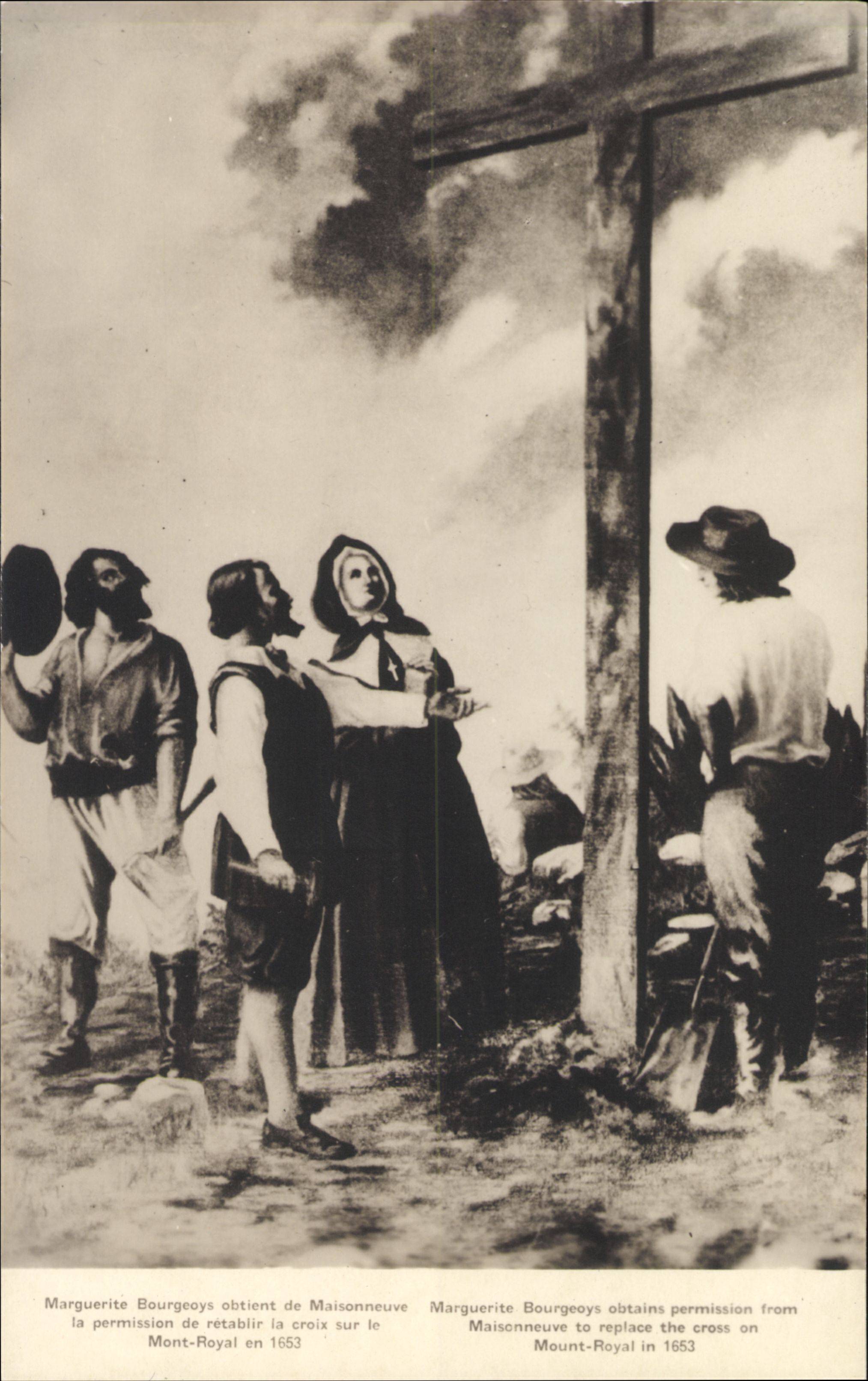
Bourgeoys y Maisonneuve al pie del Monte Royal Cross, 1653.

Así con 33 años, la religiosa llegó por primera vez a la colonia de Nueva Francia. Durante su travesía, la cual duró 3 meses en un navío mediocre para este tipo de viaje, se presenta la peste y Margarita tuvo que oficiar de enfermera para la tripulación. Hace 3 viajes en Francia pero permanece la mayor parte de su vida en América del Norte.
Después de haber dado la parte de su herencia que sus padres le habían dejado a otros miembros de su familia, se dirige a Canadá en 1653. Comienza la construcción de la Capilla de Notre-Dame-de-Bon-Secours inspirada por la Virgen María quien le dijo un día: Ve y nunca te abandonaré. Abre su primera escuela en 1658 en la rue (calle) Saint-Paul, en un terreno sobre el cual se encontraba un viejo establo.
Regresa a Francia en 1659 para reclutar a otras institutrices y trae con ella otras 3 acompañantes las cuales fueron las primeras Religiosas de la Congrégation de Notre-Dame la cual acababa de fundar. En 1663, se encarga de recibir a las Hijas del Rey que Luis XIV había reclutado para poblar la colonia. Margarita Bourgeoys y sus acompañantes ayudaron a los colonos de Ville Marie durante la hambruna, abrieron una escuela para instruir a los jóvenes a tener una casa y una granja.
La congregación contaba con 18 religiosas de las cuales 7 eran nativas de Canadá. Dos amerindias se unieron también a la congregación. Recibe de Luis XIV una carta civil y del Beato Francisco de Laval una carta canoníca en 1676. Después del incendio de la casa de la Congregación en 1683, un nuevo convento es construido entre 1684 y 1686.
En 1693, la madre Margarita da la dirección de la congregación a Marie Barbier, primera nativa canadiense que se unió a la orden. Este mismo año, Jeanne Le Ber le ayuda en la construcción de una nueva capilla. La orden religiosa que Margarita Bourgeoys había fundado, recibió al fin la aprobación eclesiástica en 1698 y, habiendo finalmente pronunciado sus votos a la edad de 78 años, Margarita pasa sus últimos años en oración y escribiendo sus memorias.

### Muerte
El 31 de diciembre de 1699, mientras una joven religiosa estaba en articulo mortis, la madre Margarita pide al Señor de tomar su vida en el lugar de ella. La mañana del 1 de enero de 1700, la joven religiosa en cuestión había recobrado la salud y la madre Margarita fue presa de una violenta fiebre; sufrirá durante 12 días y después muere el 12 de enero de 1700.

## Veneración y culto público

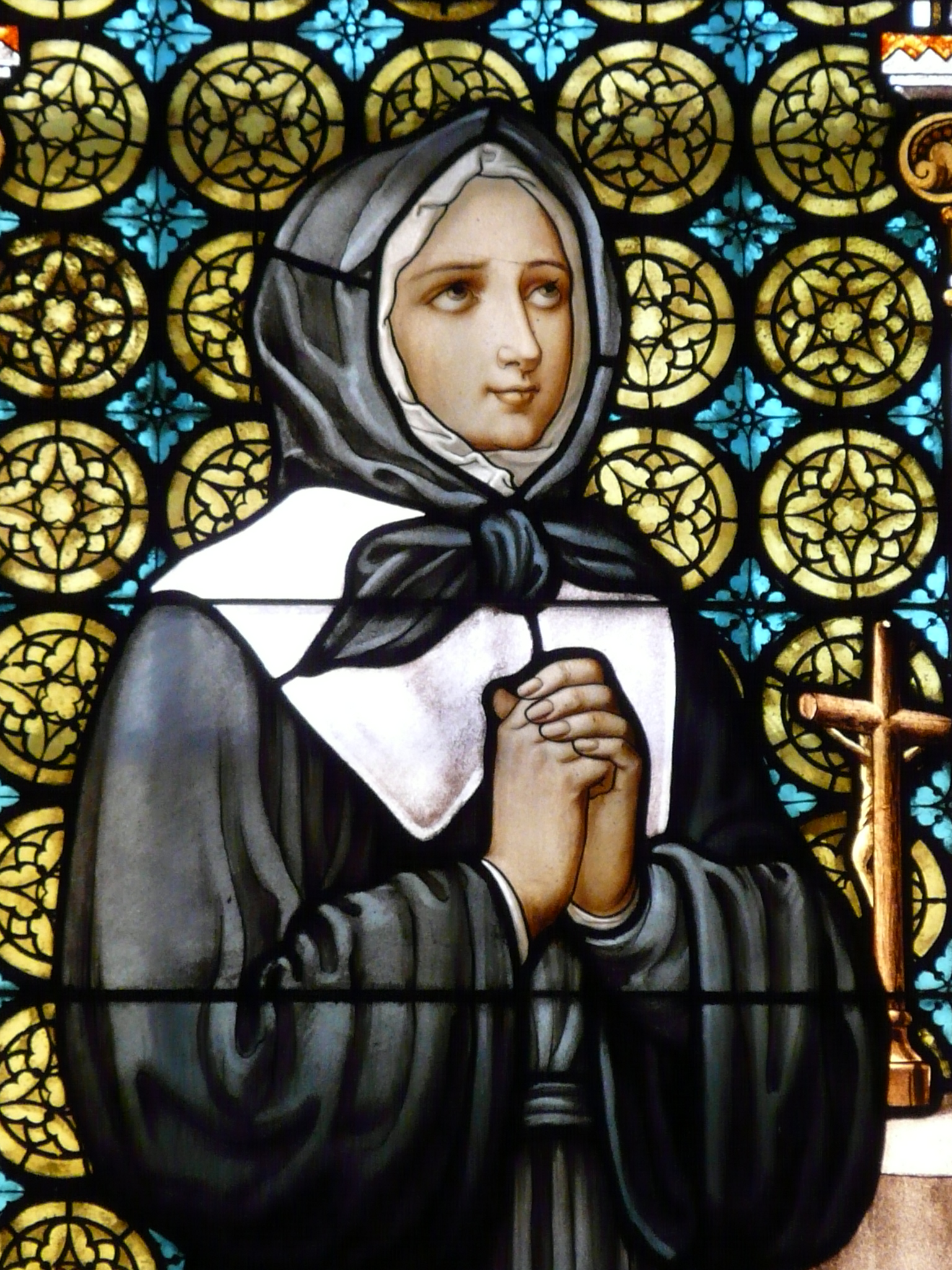
Vidriera de la iglesia de San Vicente de Paul en Montreal, que representa a Margarita.

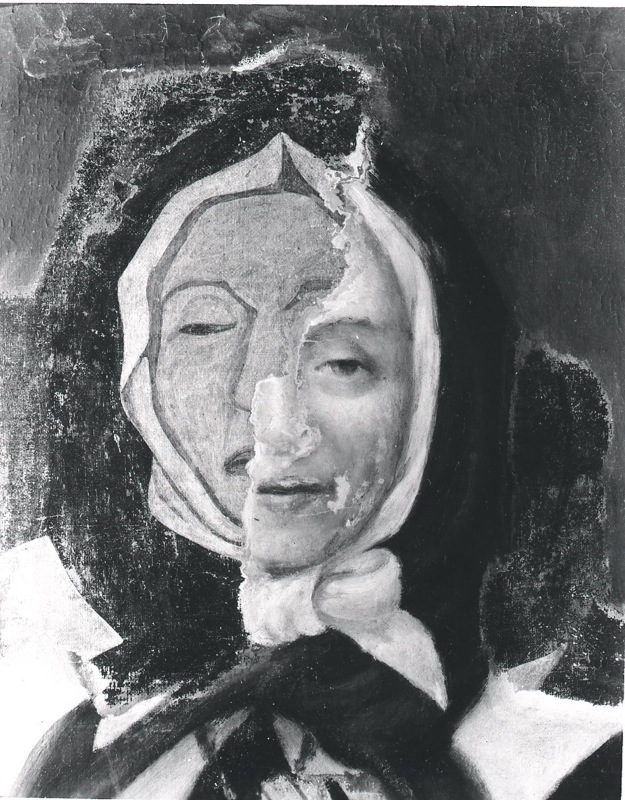
Restauración del retrato de la madre Margarita, 1963.

### Proceso de canonización
Declarada venerable en 1878 por León XIII, beata por Pío XII el 12 de noviembre de 1950 y después canonizada el 31 de octubre de 1982 por Juan Pablo II

### Culto
Sus restos descansan en el Santuario de Notre-Dame-de-Bon-Secours en el Viejo Montreal